# Demografía de Chipre
Los chipriotas griegos y turcos comparten muchas costumbres, pero mantienen identidades diferentes basándose en su religión, idioma y lazos con sus respectivos países de origen. El griego se habla predominantemente en el sur, mientras que el turco en el norte. El inglés también está bastante extendido. Chipre posee un sistema de educación primaria y secundaria bien desarrollado. La mayor parte de los chipriotas realizan sus estudios superiores en universidades de Grecia, Turquía, Gran Bretaña o Estados Unidos. También hay grandes comunidades chipriotas de emigrantes en Reino Unido y Australia. Los colegios privados y las universidades públicas han sido desarrolladas tanto por la comunidad turca como por la griega.
Población:
758.363 (julio de 2000 est.)
Estructura etaria:

0-14 años:
23% (hombres 91.075; mujeres 86.832)

15-64 años:
66% (hombres 252.252; mujeres 247.464)

65 y más años:
11% (hombres 35.149; mujeres 45.591) (2000 est.)
Tasa de crecimiento poblacional:
0,6% (2000 est.)
Tasa de natalidad:
13,27 nacimientos/1.000 habitantes (2000 est.)
Tasa de mortalidad:
7,68 muertes/1.000 habitantes (2000 est.)
Tasa neta de migración:
0,44 migrantes/1.000 habitantes (2000 est.)
Distribución por sexo:

al nacer:
1,05 hombres/mujeres

menos de 15 años:
1,05 hombres/mujeres

15-64 años:
1,02 hombres/mujeres

65 y más años:
0,77 hombres/mujeres

total de la población:
1 hombres/mujeres (2000 est.)
Tasa de mortalidad infantil:
8,07 muertes/1.000 nacimientos vivos (2000 est.)
Expectativa de vida al nacer:

total de la población:
76,71 años

hombres:
74,43 años

mujeres:
79,1 años (2000 est.)
Tasad de fertilidad:
1,95 niños nacidos/mujer (2000 est.)
Grupos étnicos:
griegos 78% (99,5% de los griegos viven en el área chiprota griega; 0,5% de los griegos viven en el área chipriota turca), turcos 18% (1,3% de los turcos viven en al zona chipriota griega; 98,7% de los turcos viven en la zona chipriota turca), otros 4% (99,2% de los demás grupos étnicos viven en el área chipriota griega; 0,8% de los demás grupos étnicos viven en la zona turca)
Religiones:
griegos ortodoxos 78% (Iglesia ortodoxa chipriota), musulmanes 18%, maronitas, armenios apostólicos, Iglesia latina y otros 4%.
Idiomas:
griego, turco e inglés.
Alfabetismo:

definición:
personas de 15 años y más que pueden leer y escribir

total de la población:
94%

hombres:
98%

mujeres:
91% (1987 est.)
- Datos: Q2341965
- Multimedia: Demographics of Cyprus / Q2341965